# (10209) Izanaki
(10209) Izanaki (1997 QY1) – planetoida z pasa głównego asteroid okrążająca Słońce w ciągu 3,79 lat w średniej odległości 2,43 j.a. Odkryta 24 sierpnia 1997 roku.